# Cotylosoma
Cotylosoma é um género de bicho-pau pertencentes à família Phasmatidae.
Espécies:
- Cotylosoma amphibius (Stål, 1877)
- Cotylosoma carlottae (Macgillivray, 1860)
- Cotylosoma dipneusticum Wood-Mason, 1878
- Cotylosoma godeffroyi (Redtenbacher, 1908)